# Pholidota longibulba
Pholidota longibulba är en orkidéart som beskrevs av Richard Eric Holttum. Pholidota longibulba ingår i släktet Pholidota och familjen orkidéer. Inga underarter finns listade i Catalogue of Life.